# Bernhard Münnich
Gustav Hermann Bernhard Münnich, född 11 september 1924 i Berlin i Tyskland, död 2 mars 1996 i Skallsjö församling, Älvsborgs län, var en tysk-svensk arkitekt. 
Münnich, som var son till bankdirektör Hermann Münnich och Erna Stapelberg, avlade studentexamen i Potsdam 1942 och arkitektexamen i Berlin 1948. Han var arkitekt hos arkitekt Edmund Stelter i Berlin 1950, Byggnads AB Alm & Danils i Malung 1951, Byggnads AB Nygårdh & Källgren i Borlänge 1952, AB Elementhus i Mockfjärd 1953, hos arkitekt Gunnar Hållén i Örebro 1954, på Göteborgs stads fastighetskontor 1955 och på husbyggnadskontoret vid Göteborgs stads drätselkammare från 1956.